# 에코마일리지
에코마일리지제(영어: ecomileage)는 시민들이 가정이나 일반건물 등에서 전기나 수도, 도시가스, 지역난방과 같은 에너지의 사용량을 줄이면 인센티브를 주는 시민참여형 프로그램이다.

가정과 건물에 대해 전기·수도·도시가스·지역난방의 사용량의 절약에 따라 적립된 마일리지를 친환경 제품이나 교통카드 충전권 등으로 교환할 수 있는 대표적인 서울시의 시민참여형 에너지 절약운동이다.

## 참고 문헌
1. ↑  “‘에코마일리지’ 로 아파트 관리비 낸다”. 헤럴드경제. 2012년 7월 16일.